# Jönköpings Kristina församling
Jönköpings Kristina församling var en församling i Tveta kontrakt i Växjö stift. Församlingen låg i Jönköpings kommun i Jönköpings län.
Församlingen uppgick 2006 i Jönköpings Kristina-Ljungarums församling. Församlingskoden var 068002.
1 januari 2016 inrättades distriktet Jönköpings Kristina distrikt, med samma omfattning som församlingen hade årsskiftet 1999/2000.

## Administrativ historik
Församlingen har medeltida ursprung med namnet Jönköpings församling. Ur församlingen utbröts omkring 1600 Jönköpings slottsförsamling. Enligt beslut den 22 december 1851 bytte församlingen namn till Jönköpings östra församling (i beslutet stod att församlingen även kunde kallas Christina församling). Slottsförsamlingen upphörde samtidigt att vara ett eget pastorat och bytte namn till Jönköpings västra församling, och båda församlingarna bildade ett gemensamt pastorat. Den 22 juli 1921 ändrades församlingens namn officiellt till Jönköpings Kristina församling, dock hade denna benämning (och motsvarande för Jönköpings Sofia) redan sedan tidigare varit i bruk.
Den 1 januari 1947 (enligt beslut den 26 april 1946) överfördes ett område med 41 invånare och omfattande en areal av 2,15 km², varav 2,03 km² land, till Kristina församling från Ljungarums församling. Samtidigt överfördes i motsatt riktning ett område med 223 invånare och omfattande en areal av 0,20 km², varav allt land.
Den 1 januari 1957 överfördes ett område omfattande en areal av 0,87 km² (varav allt land) och med 12 invånare till Huskvarna församling.
Den 1 januari 1960 överfördes till Jönköpings Kristina församling ett område omfattande en areal av 0,07 km² (varav allt land) och med 8 invånare från Huskvarna församling.
Församlingen uppgick 1 januari 2006 i Jönköpings Kristina-Ljungarums församling.

### Pastorat
- Fram till 6 juni 1555: församlingen utgjorde ett eget pastorat.
- 6 juni 1555 till 30 november 1556: moderförsamling i pastoratet Jönköping, Ljungarum och Sanna.[7]
- 30 november 1556 till 22 december 1851: moderförsamling i pastoratet Jönköping och Ljungarum.[7]
- 22 december 1851 till 1 maj 1924: moderförsamling i pastoratet Jönköpings Kristina, Jönköpings Sofia och Ljungarum.
- 1 maj 1924 (beslut den 25 april 1924)[8] till 1 januari 2006: moderförsamling i pastoratet Jönköpings Kristina och Ljungarum.[9]

## Kyrkoherdar
| Ämbetstid | Namn                         | Levnadstid | Övrigt                                  |
| --------- | ---------------------------- | ---------- | --------------------------------------- |
| 1358      | Johan Tidemanni              |            |                                         |
| 1369–1370 | Rödkar                       |            |                                         |
| 1393–1412 | Philippus                    |            |                                         |
| 1443      | Jöns                         |            |                                         |
| 1454      | Arvidus Niclisson            |            | Senare kyrkoherde i Värnamo församling. |
| 1458      | Hans Laurentii               |            |                                         |
| 1459–1468 | Laurens Svensson             |            |                                         |
| 1474      | Thure                        |            |                                         |
| 1482      | Thorstanus Johannis          |            |                                         |
| 1493      | Jöns                         |            |                                         |
| 1495      | Ambjörn                      |            |                                         |
| 1523–1526 | Hans Arendtsson              |            |                                         |
| 1528      | Sven                         |            |                                         |
| 1532      | Jöns Hakonsson               |            |                                         |
| 1542–1547 | Anders                       |            |                                         |
| 1552–1558 | Claes                        |            |                                         |
| 1558–1586 | Andreas Torchilli            |            |                                         |
| 1586–1589 | Matthias Matthiæ             |            |                                         |
| 1589–1618 | Magnus Jonæ                  |            |                                         |
| 1618–1623 | Petrus Hieronymi Glandius    | död 1623   |                                         |
| 1624–1647 | Joannes Baazius den äldre    | 1583–1649  | Senare biskop i Växjö stift.            |
| 1648–1653 | Nicolaus Andreæ Juringius    | 1590–1653  |                                         |
| 1653–1672 | Laurentius Lindelius         | 1604–1672  |                                         |
| 1672–1687 | Laurentius Gudmundi Mellinus | 1624–1687  |                                         |
| 1687–1708 | Erland Dryselius             | 1641–1708  |                                         |
| 1709–1739 | Theodorus Arvidi Junbeck     | 1663–1739  |                                         |
| 1740–1765 | Carl Tiliander               | 1701–1765  |                                         |
| 1766–1778 | Jacob Ekerman                | 1713–1778  |                                         |
| 1780–1782 | Joseph Lavin                 | 1724–1782  |                                         |
| 1782–1826 | Samuel Fredrik Wibohm        | 1753–1826  |                                         |
| 1827–1848 | Johan Wetterling             | 1778–1848  |                                         |
| 1849–1877 | Carl Gustaf Modigh           | 1812–1877  |                                         |
| 1879–1909 | Manne Sundelin               | 1841–1909  |                                         |
| 1911–1923 | Eskil Andræ                  | 1877–      |                                         |
| 1925–1950 | Carl Oscar Ödquist           | 1880-1979  |                                         |
| 1950–1972 | Yngve Bredin                 |            |                                         |
| 1972–1992 | Malte Blaxhult               | 1927–2012  |                                         |
| 1992–1997 | Paul-Ragnar Melin            |            |                                         |
| 1997–     | Per-Arne Waldenvik           |            |                                         |

## Organister[11]
| Ämbetstid | Namn                   | Levnadstid | Övrigt    |
| --------- | ---------------------- | ---------- | --------- |
| 1632–1664 | Anders Hansson         | –1664      | Organist  |
| 1665–1683 | Jonas Karlsson (Hane)  | –1707      | Organist  |
| 1683–1711 | Michael Valentin Kraus | –1711      | Organist  |
| 1712–1727 | Michael Valentin Kraus | –1727      | Organist  |
| 1728–1738 | Johan Lindberg         |            | Organist  |
| 1738–1750 | Andreas Michael Kraus  |            |           |
| 1766-1774 | Enevald Widebeck       | 1718-      | Organist. |
| 1775-1789 | Lars Borgström         | 1745-      | Organist. |
| 1958–1964 | Karl Åke Paulin        | 1913–      | Organist. |
| 1962–1964 | Gustaf Ruuth           | 1920–      | Organist. |

## Areal
Jönköpings Kristina församling omfattade den 1 januari 1976 en areal av 6,5 kvadratkilometer, varav 6,1 kvadratkilometer land.

## Kyrkor
- Ekhagskyrkan
- Kristine kyrka
- Råslätts kyrka
- Österängskyrkan